# 게오르크 뵘
게오르크 뵘(Georg Böhm, 1661년 9월 2일 – 1733년 5월 18일)은 독일의 바로크 오르간 연주자이자 작곡가였다. 그는 합창 파르티타의 발전과 젊은 J. S. 바흐에게 영향을 미친 것으로 유명하다.
뵘은 1661년 태어났다. 그는 1675년에 세상을 떠난 교장이자 오르간 연주자인 아버지로부터 첫 음악 수업을 받았다. 아버지가 죽은 후 골드바흐에서 공부했고 나중에 고타의 김나지움에서 공부하여 1684년에 졸업했다. 두 도시 모두 뵘에 영향을 미쳤을 수 있는 동일한 바흐가 구성원이 Kantors를 가르쳤다. 1684년 8월 28일 예나 대학교에 입학했다. 의 대학 시절이나 졸업 후의 삶에 대해서는 알려진 바가 거의 없다. 그는 1693년 함부르크 에서 다시 부활했다. 우리는 뵘이 그곳에서 어떻게 살았는지 전혀 알지 못하지만 아마도 그는 도시와 주변 지역의 음악 생활에 영향을 받았을 것이다. 함부르크에서는 프랑스와 이탈리아 오페라가 정기적으로 공연되었으며, 종교 음악 분야에서는 성 캐서린 교회( Katharinenkirche )의 요한 아담 라인켄(Johann Adam Reincken) 이 당시 최고의 오르간 연주자이자 건반 작곡가 중 한 명이었다.
1698년 뵘은 뤼네부르크의 주요 교회( Johanniskirche )의 오르간 연주자가 되었다. 1697년 Flor가 사망한 직후 Böhm은 당시 정규직이 없었다고 언급하면서 그 자리에 대한 오디션을 지원했다. 그는 즉시 시 의회의 승인을 받아 뤼네부르크에 정착하여 죽을 때까지 그 직책을 맡았다. 그는 결혼하여 다섯 명의 아들을 두었다.
뵘은 1733년 5월 18일 71세의 나이로 사망했다. 그의 직위를 물려받았던 그의 아들 야콥 크리스티안(Jakob Christian)은 어렸을 때 사망했다. 그 자리는 결국 사위인 루트비히 에른스트 하르트만(Ludwig Ernst Hartmann)에게 돌아갔다.

## 참고문헌
- McLean, Hugh J. "Böhm, Georg", Grove Music Online, ed. L. Macy (accessed 2006 March 23), grovemusic.com 보관됨 16 5월 2008 - 웨이백 머신 (subscription access).
- Williams, Peter F. 2007. J.S. Bach: A Life In Music. Cambridge University Press. 9780521870740